# Sylwia Chutniková
Sylwia Chutniková (nepřechýleně Sylwia Chutnik; * 1979, Varšava) je polská kulturoložka a spisovatelka.

## Život a dílo
Vystudovala kulturologii a Genderová studia na Varšavské univerzitě.

### Publikační činnost (výběr)

#### České překlady zpolštiny
- Kapesní atlas žen[4][5] (orig. 'Kieszonkowy atlas kobiet'). 1. vyd. Praha: Fra, 2014. 220 s. Překlad: Martina Bořilová, Barbora Gregorová, Jan Jeništa a Lucie Zakopalová[6]
- Potvory (orig. 'Cwaniary'). 1. vyd. Praha: Argo, 2014. 181 S. Překlad: Michala Benešová